# Oro (film 1934)
Oro (Gold) è un film del 1934 diretto da Karl Hartl che ha come interpreti principali Hans Albers e Brigitte Helm. Prodotto dalla Universum Film (UFA), racconta di uno scienziato che scopre il modo di fabbricare l'oro, ma viene ucciso da un bieco capitalista a cui però l'omicidio non porterà fortuna.

## Distribuzione
L'UFA International distribuì il film in Germania, dove fu presentato a Berlino il 29 marzo 1934.